# Auditorium Gianni Agnelli
L'Auditorium "Gianni Agnelli" è una sala da concerto di Torino. Progettata nel 1994 dal celebre architetto Renzo Piano, nel contesto dell'intera riqualificazione dell'ex stabilimento FIAT del Lingotto, l'auditorium è una delle principali strutture atte ad ospitare concerti di musica classica a Torino; è, inoltre, sede abituale di convegni ed eventi congressuali. Fra i principali eventi, l'Auditorium ospita parte delle rappresentazioni della rassegna sinfonica Settembre Musica e i maggiori eventi congressuali del Salone internazionale del libro.

## Storia
Il 24 settembre 1990, Francesca Gentile Camerana, consulente musicale per la FIAT, organizzò un concerto con il maestro Claudio Abbado nell'ex-sala presse dello stabilimento del Lingotto. Il successo spinse il dirigente Cesare Romiti, sotto suggerimento dello stesso Abbado, a ipotizzare una sala concerti permanente. Il progetto fu affidato all'architetto Renzo Piano, già incaricato dell'intero processo di riqualificazione del polo, il quale si avvalse della consulenza dell'ingegnere acustico Helmut Müller. L'auditorium, dedicato all'imprenditore Gianni Agnelli, fu completato e, il 6 maggio 1994, inaugurato: per il concerto d'esordio fu eseguita la Sinfonia n. 9 di Gustav Mahler, suonata dalla Berliner Philharmoniker e diretta, nuovamente, dal maestro Claudio Abbado. Questo fui il primo di una serie di concerti che vennero denominati "I Concerti del Lingotto". Tale rassegna assunse il carattere costante, con stagioni sinfoniche regolari, nel novembre 1997, con la fondazione da parte di Francesca Gentile Camerana e Filippo Beraudo di Pralormo, dell'Associazione Lingotto Musica, fondazione che gestisce gli eventi all'interno dell'Auditorium.
Nel 1999 fu varata la rassegna cameristica «Giovani per i giovani», destinata a fare da vetrina ai talenti emergenti, italiani e stranieri, delle ultime generazioni. Ambientata nella più raccolta Sala 500, negli anni cambierà nome e formula – dal 2005 "Giovani per tutti" e dal 2014 "Lingotto Giovani" –, con il forte appeal di essere dedicata ai vincitori dei più prestigiosi concorsi strumentali.
Il 18 novembre 2016 ha ospitato la cerimonia d'apertura del 34º Torino Film Festival.

## Struttura
La sala interna, realizzata scavando circa dieci metri al di sotto del piano stradale, ha una capienza di 1.900 spettatori distribuiti tra platea, palchi laterali e coro. Si presenta completamente rivestita con eleganti pannelli di ciliegio per favorirne l'acustica, allo studio della quale ha partecipato l'esperto Helmut Müller. Dispone inoltre di un'ampia fossa per il corretto alloggiamento dei membri dell'orchestra. L'ampia sala, che sorge nella vecchia area della catena di montaggio dello stabilimento FIAT, è stata progettata prevedendo la sua ripartizione in sale più piccole, mediante l'azionamento di pareti mobili.

## Persone chiave
Presidente
- Filippo Beraudo di Pralormo (1997-2003)
- Franzo Grande Stevens (2003-2004)
- Gianluigi Gabetti (2004-2016)
- Lodovico Passerin d’Entrèves (2016-2018)
- Giuseppe Proto (2018-attuale)

Direttore artistico
- Francesca Gentile Camerana (1997-2022)
- Luca Mortarotti (2022-attuale)